# Koskumajärvi
Koskumajärvi är en sjö i Kiruna kommun i Lappland och ingår i Torneälvens huvudavrinningsområde. Sjön har en area på 0,0667 kvadratkilometer och ligger 372,4 meter över havet. Koskumajärvi ligger i Torne och Kalix älvsystem Natura 2000-område.

## Delavrinningsområde
Koskumajärvi ingår i det delavrinningsområde (758815-175655) som SMHI kallar för Ovan Kallokkajoki. Medelhöjden är 393 meter över havet och ytan är 12,22 kvadratkilometer. Räknas de 3 avrinningsområdena uppströms in blir den ackumulerade arean 124,89 kvadratkilometer. Idijoki (Jierijoki) som avvattnar avrinningsområdet har biflödesordning 3, vilket innebär att vattnet flödar genom totalt 3 vattendrag innan det når havet efter 460 kilometer. Avrinningsområdet består mestadels av skog (88 procent). Avrinningsområdet har 0,42 kvadratkilometer vattenytor vilket ger det en sjöprocent på 3,4 procent.